# 사회보험노무사

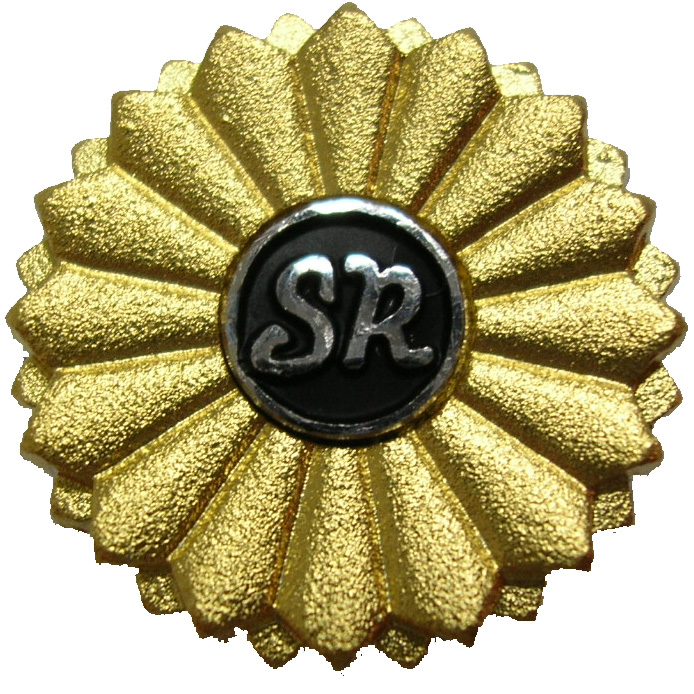

사회보험노무사(社会保険労務士)는 사회보험과 노무 관련 법률 서비스를 제공하는 일본의 직업이다. 한국의 공인노무사 제도는 사회보험노무사를 참고하여 제정되었다.
시험제도는 노동법, 노동보험법 및 사회보험법에 관련한 선택식 문제 및 택일식 문제이며, 각 과목 별 및 총점에서 기준점수를 넘으면 합격하는 방식이고, 각 과목별로 정답율이 낮은 경우에는 기준점수를 하향하는 구제제도가 있다. 그럼에도 매년 합격율은 6~7% 정도의 까다로운 시험임.
한국인 중에서도 자격을 취득하여, 도쿄 및 카나가와현에서 개업 중인 사회보험노무사가 있음.
주요 업무로는 중소기업의 고문사회보험노무사로 노무자문을 하거나 고용보험 및 사회보험 관련 대리, 대행업무가 있음.
한편, 장애연금 신청 및 심사청구 관련을 전문으로 하는 사회보험노무사도 점차 늘어가는 경향임. 노령연금 및 유족연금은 연금사무소에 방문하면, 당사자 스스로 처리 가능하기 때문으로 판단됨.